# 탐진강
탐진강(耽津江)은 전라남도 영암군 금정면 쌍효리 국사봉에서 발원하여, 전라남도 강진군 강진읍 남포리에서 강진만으로 유입되는 전라남도의 강이다. 길이는 55.07km이며, 유역면적은 508.53km2이다. 중류에는 장흥댐 건설로 형성된 탐진호가 위치해 있으며, 하구에는 삼각주가 발달하였다. 오늘날 탐진강은 농업용수로 이용가치가 높으며 그로 인해 유역에는 비옥한 평지를 이루고 있다. 과거에는 예양강(汭陽江), 수령천(遂寧川), 눌강(訥江) 등 다양한 명칭으로 불렸다.

## 탐진강의 주요 지류
- 유치천
- 옴천천
- 부산천
- 부동천
- 평화천
- 금강천
- 군동천
- 파산천
- 금사천